# Oligoneuriella polonica
Oligoneuriella polonica is een haft uit de familie Oligoneuriidae. De wetenschappelijke naam van de soort is voor het eerst geldig gepubliceerd in 1984 door Mol.
De soort komt voor in het Palearctisch gebied.